# Arroyo de los Chanchos
El arroyo de los Chanchos es un curso de agua uruguayo ubicado en el departamento de Lavalleja, perteneciente a la cuenca hidrográfica de la laguna Merín.
Nace en la cuchilla Grande y, tras recorrer alrededor de 19 km, desemboca en el Rio Cebollatí junto con el arroyo de Godoy .
- Datos: Q34653272